# Владивостокский государственный университет
Владивостокский государственный университет (ВВГУ) — государственное высшее учебное заведение, основано в 1967 году как Дальневосточный технологический институт бытового обслуживания. В 1995 году был переименован в Дальневосточный государственный технологический институт. В 1996 был переименован во Владивостокский государственный университет экономики и сервиса. В 2022 году был переименован во Владивостокский государственный университет.

## История
26 августа 1967 года Правительство РСФСР с целью обеспечения потребностей сервисной отрасли дальневосточного региона высококвалифицированными специалистами приняло решение об открытии во Владивостоке Дальневосточного технологического института бытового обслуживания (ДВТИ) с механико-технологическим и инженерно-экономическим факультетами. Вначале институт насчитывал 2 факультета, 11 лабораторий и 6 учебных кабинетов. Первым ректором ДВТИ был кандидат технических наук, доцент Савченко, Анатолий Иванович, под руководством которого приём студентов увеличился в 2 раза, количество кафедр выросло до 14, численность преподавателей возросла до 132 человек (из них 15 были кандидатами наук). Для занятий было подготовлено учебное здание, построено общежитие № 1 на 648 мест. В 1972 году состоялся первый выпуск квалифицированных специалистов службы быта.

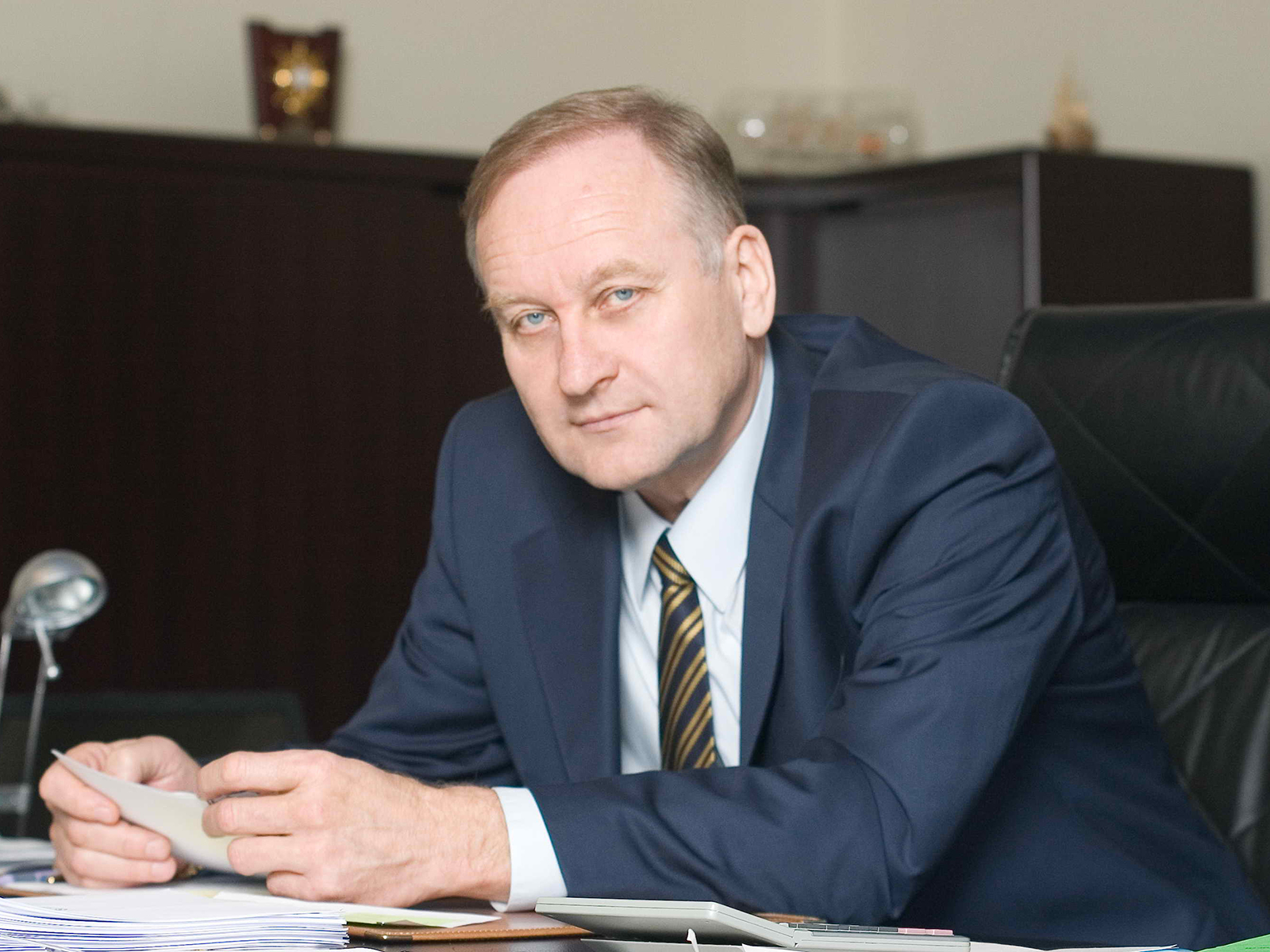
Г. И. Лазарев, Ректор ВГУЭС в 1988—2015 гг.

В период с 1988 по 2015 год университет возглавлял профессор, доктор экономических наук Лазарев, Геннадий Иннокентьевич. В 2010 году Геннадий Лазарев стал одним из победителей конкурса Международной ассоциации CEEMAN в номинации «Менеджмент университета», он был рекомендован своим университетом к этой награде за достижения в руководстве и преобразовании университета.
В 1995 году вуз переименован в Дальневосточный государственный технологический институт (ДВГТИ), а в 1996 году он получил статус университета и и был переименован во Владивостокский государственный университет экономики и сервиса.
В 2015 году решением Ученого Совета ректором ВГУЭС была избрана доктор экономических наук, профессор Т. В. Терентьева, которая стала первой женщиной-ректором.
В июле 2022 университет был переименован во Владивостокский государственный университет.

### Ректоры
- 1967—1973 — Савченко, Анатолий Иванович, кандидат технических наук
- 1973—1982 — Егоров, Георгий Николаевич, кандидат технических наук
- 1982—1987 — Королёв, Анатолий Константинович, кандидат технических наук — возглавлял Совет ректоров Приморского края
- 1987—1988 — Таланцев, Владимир Иванович, кандидат экономических наук
- 1988—2015 — Лазарев, Геннадий Иннокентьевич, доктор экономических наук
- 2015 — н. в. — Терентьева, Татьяна Валерьевна, доктор экономических наук, профессор

## Эмблема
Эмблемой университета до августа 2022 года являлась стилизованная версия изображения древнегреческого философа Парменида на фреске Рафаэля «Афинская школа». Образ учёного с книгой символизирует опору на фундаментальное классическое знание. Новая эмблема для ВВГУ в разработке.

## Структура
Высшее профессиональное образование
- Институт маркетинга и коммерческой деятельности
- Высшая школа кино и телевидения
- Институт права
- Институт креативных индустрий
- Международный институт окружающей среды и туризма
- Институт педагогики и лингвистики
- Институт информационных технологий
- Институт нефтегазового дела, транспорта и логистики
- Институт заочного и дистанционного обучения
- Институт цифровой экономики и бизнес-аналитики
- Институт международного бизнеса, экономики и управления
- Институт физической культуры и спорта

Среднее профессиональное образование
- Колледж сервиса и дизайна
- Академический колледж
- Колледж индустрии моды и красоты
- IThub-колледж Владивосток

Начальное профессиональное образование
- Профессиональный лицей
- Колледж сервиса и дизайна

Среднее общее образование
- Школа-интернат для одаренных детей им. Н. Н. Дубинина
- Академический колледж
- Профессиональный лицей
- Колледж сервиса и дизайна

Дошкольное образование
- Классическая европейская прогимназия
- Восточная школа

Дополнительное образование
- Академия профессионального роста
- Высшая школа менеджмента

Образовательные программы ВВГУ
- Аспирантура и докторантура
- Высшее профессиональное образование
- Заочное и дистанционное образование
- Среднее профессиональное образование
- Начальное профессиональное образование
- Среднее общее образование
- Дошкольное и начальное общее образование

### Филиалы
Университет имеет филиалы в городах:
- Находка,
- Артём,
- Уссурийск.

## Кампус
Кампус университета включает в себя 8 учебных корпусов и 20 научных лабораторий, библиотеку, несколько общежитий, 3 спортивных комплекса с бассейнами, автошколу, музейно-выставочный комплекс, молодёжный центр, 20 кафе и столовых, торговый комплекс, медицинский центр, дендрарий с японским садом камней и жилые дома.

## Репутация и рейтинги
- В 2021 году университет вошёл в ТОП-100 ведущих вузов России в глобальном рейтинге университетов Unirank[4].
- В 2020 году вошёл в сотню лучших вузов России по данным Международного рейтинга высших учебных заведений ARES-2020[5].
- В 2019 году вошёл в пятерку лучших экономических вузов страны по версии ARES, получив категорию «ВВ»: надежное качество преподавания, научной деятельности и востребованности выпускников работодателями (Good quality performance)[6].
- С 2018 по 2021 годы входил в сводный рейтинг «100 лучших образовательных организаций» по версии «Интерфакс»[7].
- European Standart (ARES) 2015: категория «В+»: «Надежное качество преподавания, научной деятельности и востребованности выпускников работодателями (Good quality performance)»[8]
- В 2014 году Высшая школа менеджмента Владивостокского государственного университета экономики и сервиса вошла в рейтинг фонда Eduniversal 2014[9]
- В 2011 году университет стал одним из победителей конкурса программ стратегического развития Министерство образования и науки РФ[10]
- В 2009 году университету была присуждена премия Правительства РФ 2008 года в области качества за достигнутые значительные результаты в области качества продукции и услуг и внедрение высокоэффективных методов менеджмента качества[11]